# На крючке!
«На крючке!» — российский художественный фильм 2011 года по книге «Сафари для блондинки» Марии Павлович.

## Сюжет
Тренер детской школы по фигурному катанию Рита обижена неверным возлюбленным. Тот оставил её, чтобы жениться на сестре некоего Власова, занимающего 13-е место в списке самых богатых людей страны. Дабы отомстить несостоявшемуся жениху, Рита решает влюбить в себя этого самого Власова. Есть только одна «небольшая» проблема: никто не знает, как выглядит загадочный Власов; известно только, что он увлекается дайвингом, ирландскими танцами и проводит время инкогнито в Таиланде. В поисках Власова Рите помогает журналист Костя — вместе с ним она и отправляется на далёкий остров Тао.

## В ролях
| Актёр             | Роль                                                   |
| ----------------- | ------------------------------------------------------ |
| Екатерина Вилкова | Маргарита Нечаева (озвучена Ириной Киреевой)           |
| Константин Крюков | журналист Костя / Власов                               |
| Марат Башаров     | другой Власов                                          |
| Игорь Угольников  | Михаил Петрович, главный редактор журнала «Теленеделя» |
| Андрей Руденский  | гладиатор Николай Николаевич                           |
| Максим Матвеев    | Сергей Хлобышевский                                    |
| Анна Уколова      | Маша                                                   |
| Светлана Антонова | Лиля                                                   |
| Алексей Макаров   | Денис Поликарпов                                       |
| Валерий Николаев  | Александр Кузнецов, инструктор по дайвингу             |

## Съемочная группа
- Режиссёр-постановщик: Наталья Углицких
- Сценарий: Виталий Москаленко при участии Анны Пармас
- По мотивам романа Марии Павлович «Сафари для блондинки»
- Оператор-постановщик: Максим Шинкоренко
- Композиторы: Глеб Матвейчук, Андрей Комиссаров

## Фестивали и награды
Спецприз кинофестиваля «Улыбнись, Россия!» (2011)